# Claude Guichard (historien et poète)
Pour les articles homonymes, voir Claude Guichard et Guichard.
Claude Guichard, né vers 1545 à Saint-Rambert-en-Bugey et mort à Turin le 15 mai 1607, est un historien de la Savoie et un poète français.

## Biographie

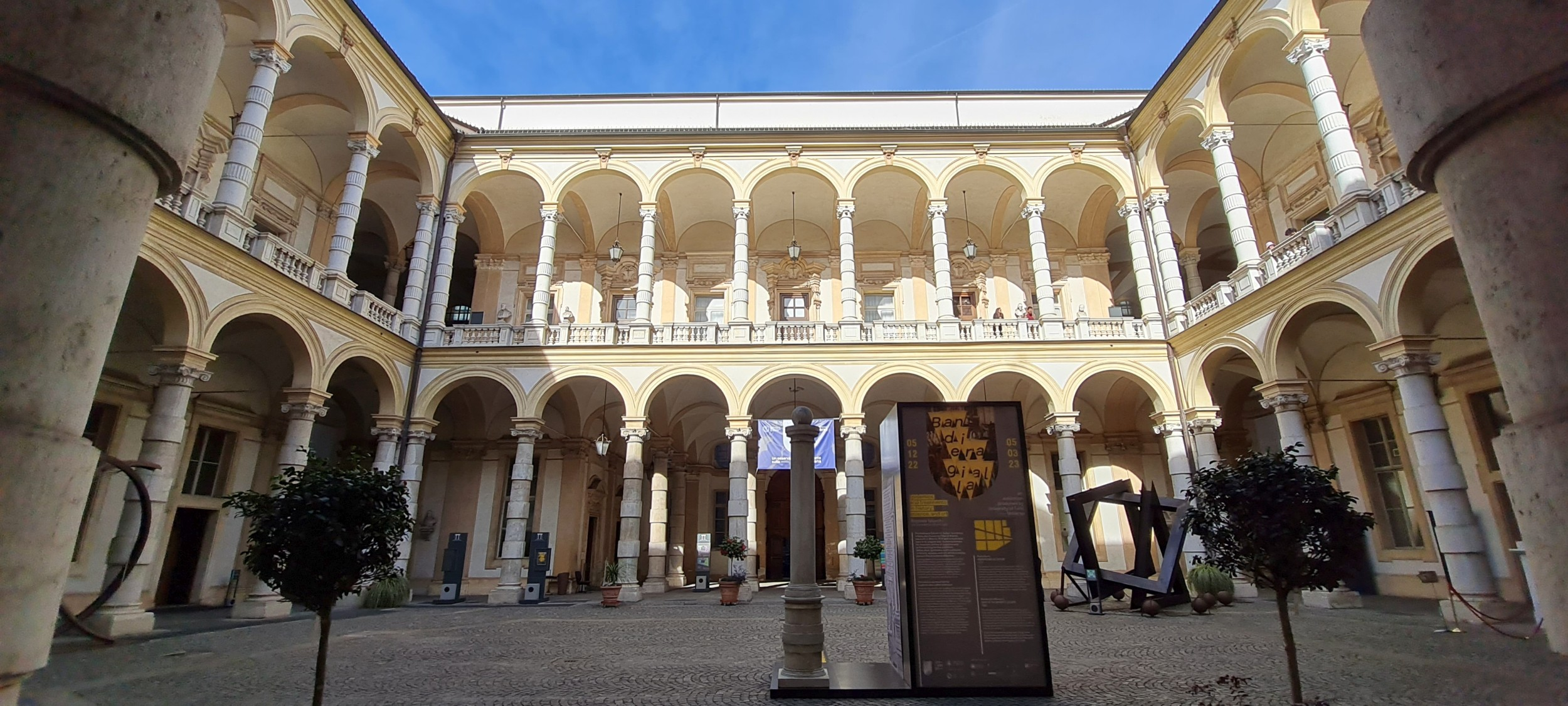
Le Palais de l'Université de Turin

Secrétaire d’État, Maitre des Requêtes puis grand Référendaire et historiographe de Savoie. Poète Français et latin.
Il étudie à l'Université de Turin, notamment l'Histoire et la Philosophie, ou il se lie d’une grande amitié avec un autre poète de cette époque, Antoine Favre.
Seigneur d'Arandas, d'Argis et de Tenay, il fonde à Saint-Rambert le Collège du Saint Esprit.

## Ouvrages
Il entreprend par commandement du Duc de Savoie Charles-Emmanuel un traité des funérailles des anciens, imprimé à Lyon chez Jean de Tournes en 1581,.
Quelques pièces en vers éditées en français :
- Alphabet Moral pour la première instruction de Monseigneur le Dauphin
- Quatrains sur la vanité du monde, qui comprend deux cents quatrains (Première édition : Les quatrains de la vanité du monde, Lyon, Abraham Cloquemin, 1603.

Il écrivit également divers ouvrages restés manuscrits.

## Extraits
Le premier quatrain sur "la vanité du monde"  :
« Tout passe, tout s'en va, rien ferme ne demeure,
Le Temps, qui fauche tout, luy mesme se destruict
La Nuict chasse le Jour, le Jour chasse la Nuit,
Les Saisons, les Saisons, et l'Heure chasse l'Heure. »